# جيم كوتس
جيم كوتس هو شخصية أعمال ومحامي كندي، ولد في 16 مايو 1938 في هاي ريفر ‏ في كندا، وتوفي في 31 ديسمبر 2013 في تورونتو في كندا بسبب سرطان.